# Previsão da trajetória de ciclones tropicais

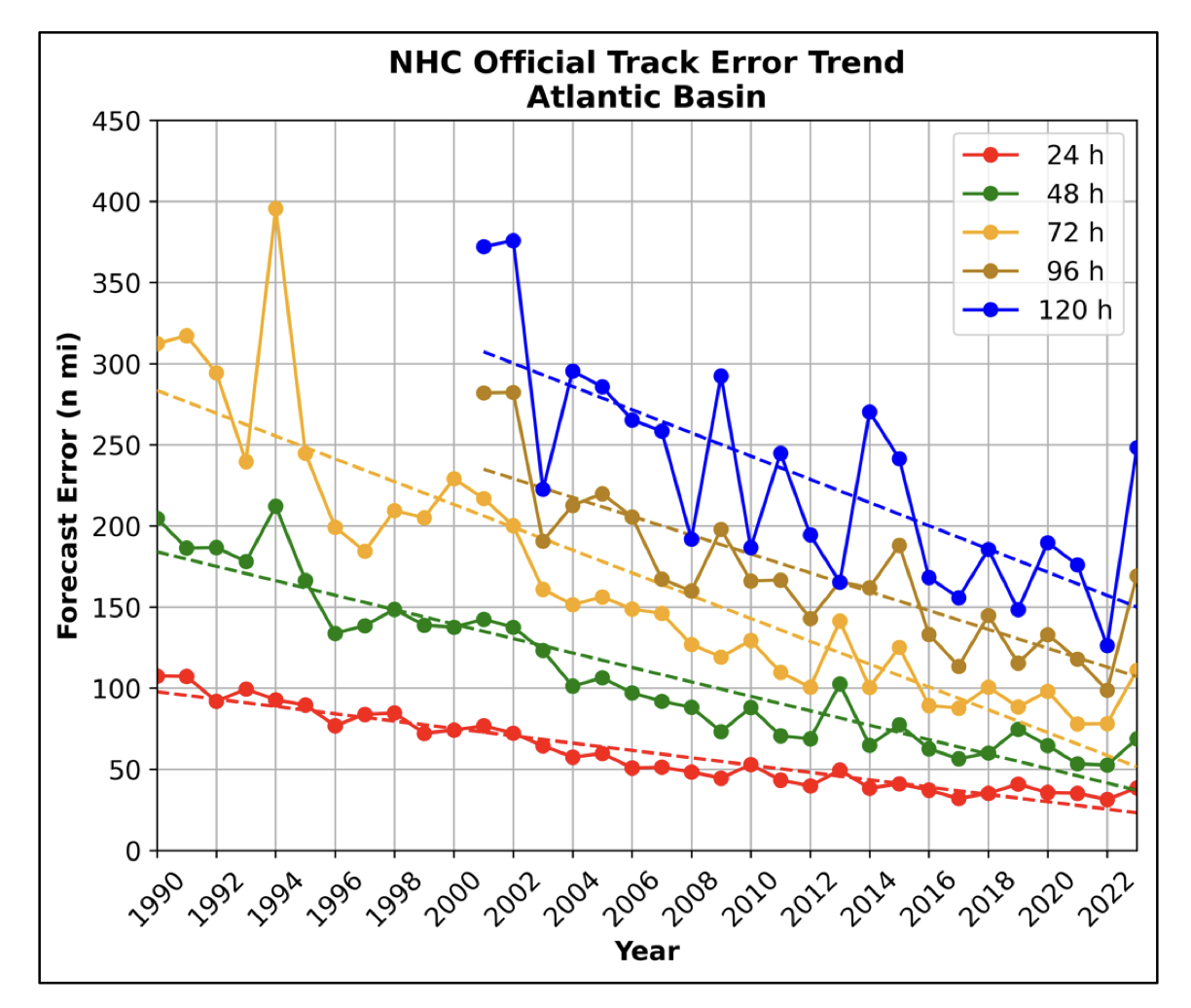
Tendências nos erros oficiais de previsão de trajetória do Centro Nacional de Furacões para o Atlântico Norte.

A previsão da trajetória de ciclones tropicais envolve prever o trajeto que um ciclone tropical seguirá nas próximas 120 horas (ou cinco dias), com atualizações a cada 6 a 12 horas. A história da previsão da trajetória de ciclones tropicais evoluiu de uma abordagem baseada em uma única estação para uma abordagem abrangente, que utiliza uma variedade de ferramentas e métodos meteorológicos para realizar previsões. O clima de uma localidade específica pode apresentar sinais da aproximação de um ciclone tropical, como aumento das ondas, maior nebulosidade, queda da pressão barométrica, elevação das marés, rajadas de vento e chuvas intensas.
As forças que influenciam a direção de um ciclone tropical incluem os ventos de latitude mais alta do oeste, a crista subtropical e o efeito beta, causado por variações da força de Coriolis em fluidos como a atmosfera. Previsões precisas dependem da determinação da posição e intensidade de áreas de alta pressão e baixa pressão, além da previsão de como essas áreas se deslocarão durante a vida de um sistema tropical. Modelos de previsão computadorizados são usados para estimar esse movimento com até cinco a sete dias de antecedência.

## História
Os métodos de previsão de ciclones tropicais mudaram com o passar do tempo. As primeiras previsões conhecidas no Hemisfério Ocidental foram feitas pelo Tenente-Coronel William Reed, do Corps of Royal Engineers, em Barbados, em 1847. Reed baseava suas previsões principalmente em medições da pressão barométrica. Benito Viñes, S.J., introduziu um sistema de previsão e alerta baseado em mudanças na cobertura de nuvens em Havana durante a década de 1870. A previsão do movimento de furacões era feita com base nos movimentos das marés, bem como nas alterações das nuvens e do barômetro ao longo do tempo. Em 1895, observou-se que condições frias com pressão unusually alta precediam ciclones tropicais nas Índias Ocidentais por vários dias. Antes do início do século XX, a maioria das previsões era feita por observações diretas em estações meteorológicas, que eram então transmitidas aos centros de previsão por telégrafo. Foi somente com o advento do rádio no início do século XX que observações de navios no mar começaram a estar disponíveis para os meteorologistas. Apesar da emissão de alertas e avisos de furacão para sistemas que ameaçavam a costa, a previsão do trajeto de ciclones tropicais só começou em 1920. Em 1922, sabia-se que os ventos entre 3 e 4 quilômetros de altura acima da superfície do mar, no quadrante frontal direito das tempestades, representavam a direção do movimento da tempestade, e que os furacões tendiam a seguir a isóbara fechada mais externa da crista subtropical.
Em 1937, radiossondas começaram a ser usadas para auxiliar na previsão de ciclones tropicais. Na década seguinte, surgiram as missões de reconhecimento aéreo realizadas por militares, começando com o primeiro voo dedicado a um furacão em 1943 e a criação dos caçadores de furacões em 1944. Na década de 1950, radares meteorológicos costeiros começaram a ser usados nos Estados Unidos, e voos de reconhecimento de pesquisa pela precursora da Divisão de Pesquisa de Furacões iniciaram-se em 1954. O lançamento do primeiro satélite meteorológico, TIROS-I, em 1960, introduziu novas técnicas para a previsão de ciclones tropicais que permanecem importantes até hoje. Na década de 1970, boias foram introduzidas para melhorar a resolução das medições de superfície, que, até então, não estavam disponíveis sobre as superfícies marinhas.

## Previsão de passagem de um ciclone tropical por uma única estação

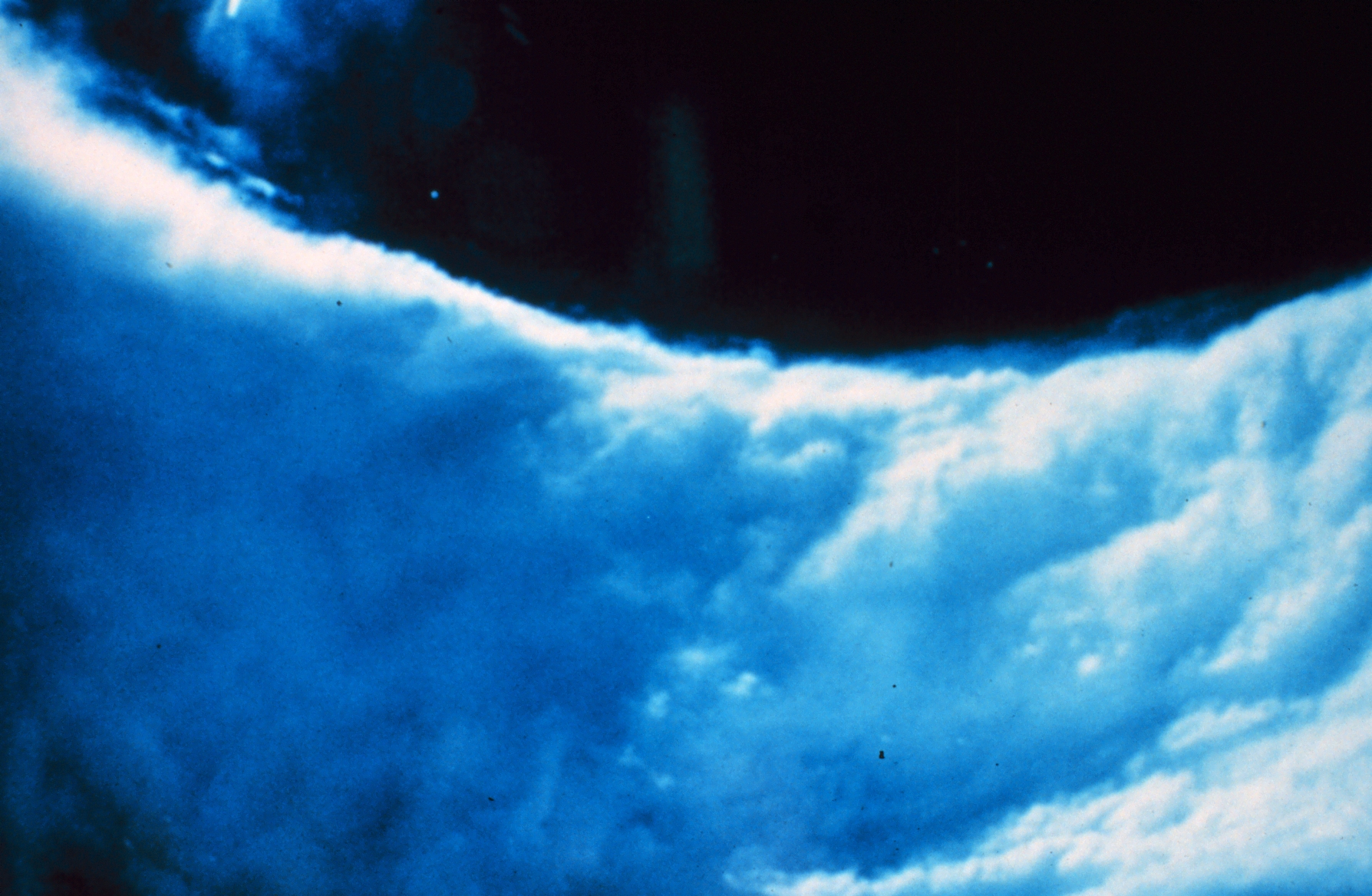
Imagem do céu dentro do olho de um ciclone tropical

Cerca de quatro dias antes da passagem de um ciclone tropical típico, ondas do oceano com 1 metro de altura chegam aproximadamente a cada 10 segundos, movendo-se em direção à costa a partir da localização do ciclone tropical. As ondas aumentarão lentamente em altura e frequência à medida que o ciclone se aproxima da terra. Dois dias antes da passagem do centro, os ventos se acalmam, pois o ciclone tropical interrompe o fluxo de vento ambiental. Dentro de 36 horas da passagem do centro, a pressão começa a cair, e uma camada de nuvens Cirrus brancas se aproxima vindo da direção do ciclone. Dentro de 24 horas da aproximação máxima do centro, nuvens baixas começam a surgir, também conhecidas como a barra de um ciclone tropical, enquanto a pressão barométrica cai mais rapidamente e os ventos começam a aumentar. Dentro de 18 horas da aproximação do centro, o tempo com rajadas de vento torna-se comum, com aumentos súbitos de vento acompanhados por chuvas ou trovoadas. Os ventos intensificam-se dentro de 12 horas da aproximação do centro, ocasionalmente atingindo força de furacão. A superfície do oceano fica coberta de espuma. Pequenos objetos começam 3a voar com o vento. Dentro de 6 horas da chegada do centro, a chuva torna-se contínua, e a maré de tempestade começa a avançar para o interior. A uma hora do centro, a chuva torna-se muito intensa, e os ventos mais fortes do ciclone tropical são sentidos. Quando o centro chega com um ciclone tropical forte, as condições climáticas melhoram, e o sol fica visível enquanto o olho passa sobre a área. Nesse ponto, a pressão para de cair, alcançando o valor mais baixo no centro da tempestade. É também quando ocorre o pico da profundidade da maré de tempestade. Após a partida do sistema, os ventos mudam de direção e, junto com a chuva, aumentam subitamente. A maré de tempestade recua enquanto a pressão sobe rapidamente após a passagem do centro. Um dia após a passagem do centro, a cobertura de nuvens baixas é substituída por uma cobertura mais alta, e a chuva torna-se intermitente. Após 36 horas da passagem do centro, a cobertura alta se dissipa, e a pressão começa a se estabilizar.

## Fundamentos
O fluxo em larga escala na escala sinótica determina de 70 a 90 por cento do movimento de um ciclone tropical. O fluxo médio de camadas profundas através da troposfera é considerado a melhor ferramenta para determinar a direção e a velocidade da trajetória. Se as tempestades enfrentarem um cisalhamento vertical do vento significativo, o uso de um vento em nível inferior, como o nível de pressão de 700 hPa (a uma altura de 3 000 metros acima do nível do mar), pode ser um preditor mais eficaz. O conhecimento do efeito beta pode ser usado para direcionar um ciclone tropical, pois ele resulta em uma trajetória mais ao noroeste para ciclones tropicais no Hemisfério Norte devido às diferenças na força de Coriolis ao redor do ciclone. Por exemplo, o efeito beta permite que um ciclone tropical siga para o polo e ligeiramente à direita do fluxo de direção de camadas profundas enquanto o sistema está ao sul da crista subtropical. Tempestades que se movem para noroeste deslocam-se mais rápido e à esquerda, enquanto as que se movem para nordeste são mais lentas e também desviam à esquerda. Quanto maior o ciclone, maior tende a ser o impacto do efeito beta.

Interação de dois tufões

### Efeito Fujiwara
Quando dois ou mais ciclones tropicais estão próximos um do outro, eles começam a girar ciclonicamente em torno do ponto médio entre seus centros de circulação. No Hemisfério Norte, isso ocorre no sentido anti-horário, e no Hemisfério Sul, no sentido horário. Geralmente, os ciclones tropicais precisam estar a menos de 1 450 km um do outro para que esse efeito ocorra. É um fenômeno mais comum no Oceano Pacífico Norte do que em outras regiões, devido à maior frequência de atividade de ciclones tropicais nessa área.

### Movimentos trocoidais
Pequenas oscilações na trajetória de um ciclone tropical podem ocorrer quando a convecção é distribuída de forma desigual em sua circulação. Isso pode ser devido a mudanças no cisalhamento vertical do vento ou na estrutura do núcleo interno. Por causa desse efeito, os meteorologistas utilizam um movimento de longo prazo (de 6 a 24 horas) para ajudar na previsão de ciclones tropicais, o que suaviza essas oscilações.

## Modelos de previsão

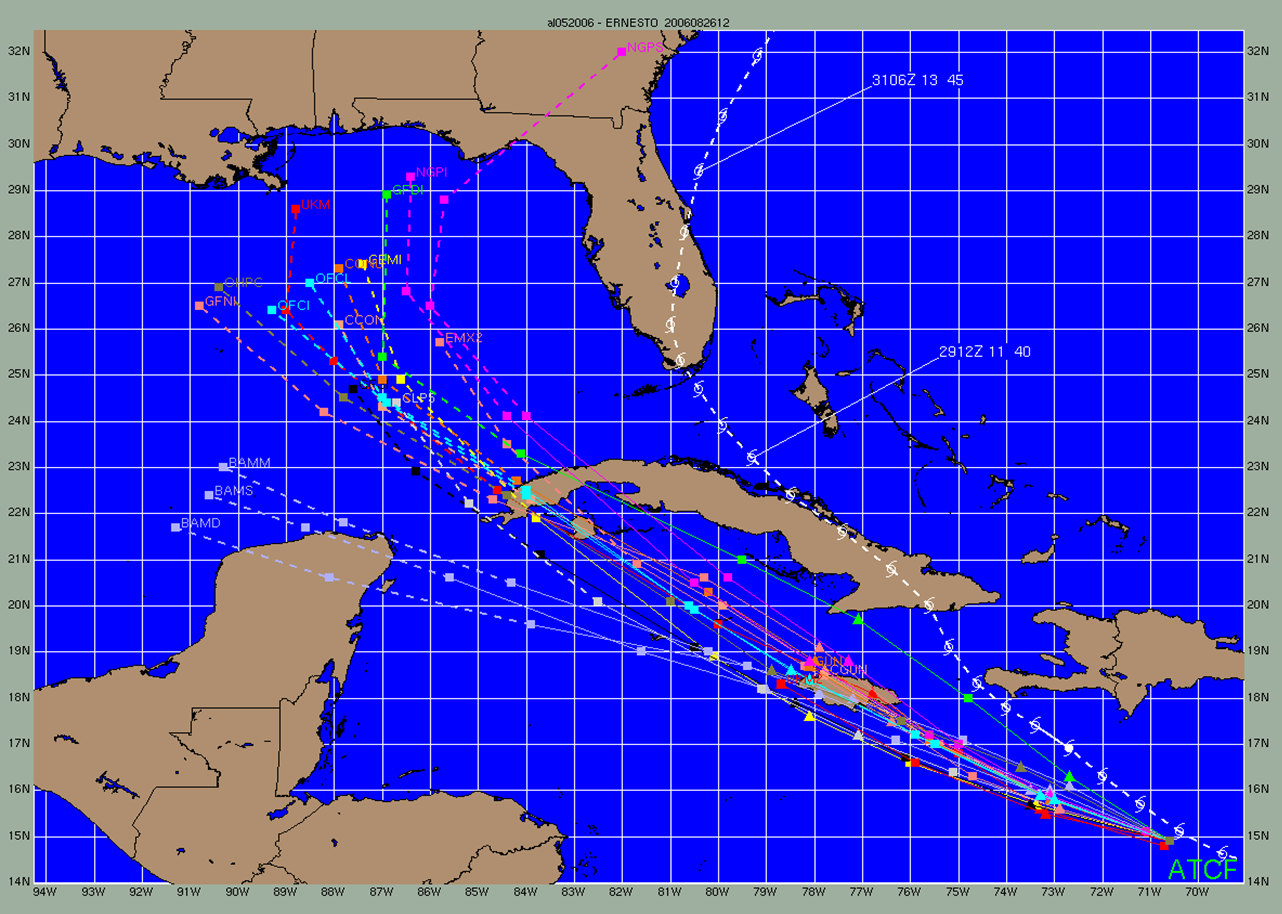
Erros significativos na trajetória ainda ocorrem ocasionalmente, como visto em uma das primeiras previsões do Ernesto (2006). A previsão oficial do National Hurricane Center está em azul-claro.

Computadores de alta velocidade e softwares de simulação sofisticados permitem que meteorologistas executem modelos computacionais que preveem trajetórias de ciclones tropicais com base na posição futura e na força de sistemas de alta e baixa pressão. Combinando modelos de previsão com um maior entendimento das forças que atuam sobre os ciclones tropicais e uma abundância de dados de satélites orbitais e outros sensores, os cientistas aumentaram a precisão das previsões de trajetória nas últimas décadas. A adição de missões com sondas lançadas por aeronaves ao redor de ciclones tropicais, conhecidas como missões de fluxo sinótico na Bacia do Atlântico, reduziu o erro de trajetória em 15 a 20 por cento. Usar um consenso de modelos de previsão, bem como membros de conjunto dos vários modelos, pode ajudar a reduzir o erro de previsão. No entanto, independentemente de quão pequeno o erro médio se torne, grandes erros nas orientações ainda são possíveis. Uma previsão de trajetória precisa é essencial, pois, se estiver incorreta, as previsões de intensidade, chuva, maré de tempestade e ameaça de tornados também estarão erradas.

## Duração do período de previsão

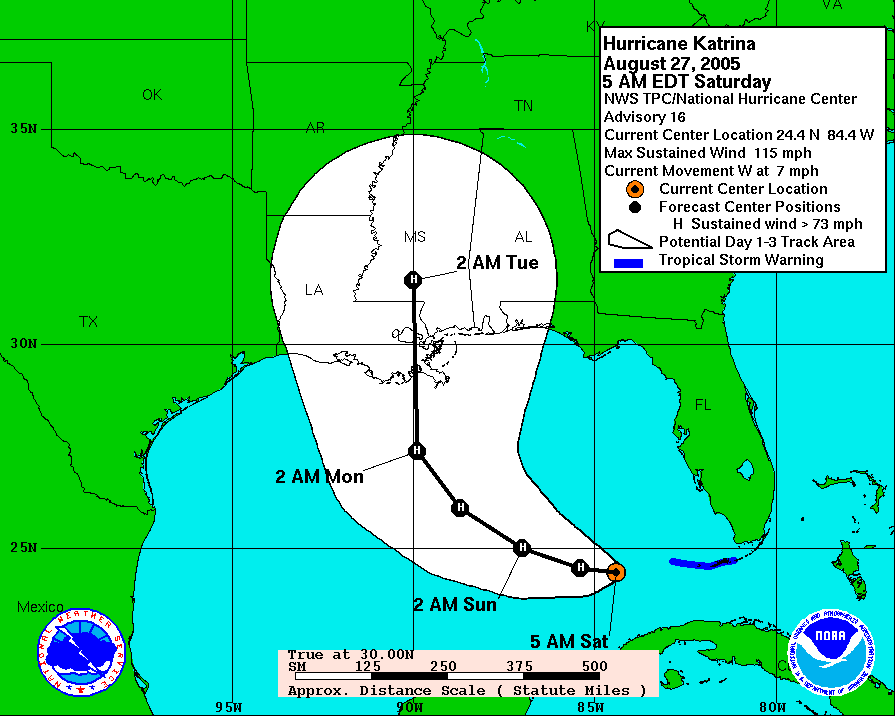
Previsão de trajetória de três dias do National Hurricane Center para o Katrina em 2005

As previsões dentro dos avisos de furacão eram emitidas com um dia de antecedência em 1954, antes de serem estendidas para dois dias em 1961 e três dias em 1964. A partir de meados ao final da década de 1990, pesquisas sobre ciclones tropicais e o desempenho dos modelos de previsão levaram a melhorias substanciais no erro de trajetória. Em 2001, o erro havia reduzido o suficiente para estender a previsão de trajetória para 5 dias nos avisos públicos. Além disso, às 17h UTC durante a temporada de furacões, ocorre uma chamada de coordenação de médio alcance entre o Centro de Previsões Hidrometereológicas e o National Hurricane Center para alinhar a colocação de ciclones tropicais nas previsões de pressão de médio alcance para 6 e 7 dias no futuro, nas bacias do Pacífico Nordeste e do Atlântico. Ocasionalmente, mesmo nesse intervalo de tempo, previsões bem-sucedidas podem ser feitas.
Nas previsões, o National Hurricane Center utiliza um cone de previsão de trajetória para representar graficamente a incerteza em suas previsões da localização futura de um ciclone tropical. O cone representa a posição provável do centro de circulação de um ciclone tropical e é construído desenhando um conjunto de círculos centrados em cada ponto de previsão — 12, 24, 36, 48 e 72 horas para uma previsão de três dias, bem como 96 e 120 horas para uma previsão de cinco dias. O raio de cada círculo é definido para abranger dois terços dos erros oficiais históricos de previsão do período de cinco anos anterior. O cone é então formado traçando uma linha tangente que conecta a borda externa de todos os círculos. O National Hurricane Center afirma que toda a trajetória do ciclone tropical "pode ser esperada para permanecer dentro do cone cerca de 60 a 70% do tempo".